# Tarkwiniusz i Lukrecja
Tarkwiniusz i Lukrecja – obraz olejny włoskiego malarza Jacopa Tintoretta.
Tytułowa postać Lukrecji wiąże się ze starożytną rzymską legendą o upadku królestwa. Opisał ją Tytus Liwiusz w swoim dziele pt. Dzieje Rzymu od założenia miasta. Lukrecja była żoną Lucjusza Tarkwiniusza Kollatyna. Pod jego nieobecność została zgwałcona przez Sekstusa Tarkwiniusza, syna Tarkwiniusza Pysznego. O czynie tym powiadomiła swojego męża, kazała mu poprzysiąc zemstę, a następnie popełniła samobójstwo. Według legendy jej krzywda miała stać się bezpośrednią przyczyną wybuchu powstania pod wodzą Lucjusza Juniusza Brutusa, które doprowadziło w 509 p.n.e. do obalenia monarchii i powołania republiki.

## Opis obrazu
Tintoretto wybrał wątek poprzedzający samobójstwo kobiety. Tarkwiniusz właśnie wszedł do komnaty Lukrecji i po zagrożeniu jej nożem, zaczyna zdzierać z niej szaty. Dziewczyna opiera się, walczy. Z lewej strony widać spadający posążek i poduszkę, atłasowa purpurowo-czarna pościel zwinięta jest w połyskujące fałdy. U dołu widać porzucony sztylet, którym napastnik groził dziewczynie. Ten sam sztylet posłuży później Lukrecji do odebrania sobie życia. Dopełnieniem sceny walki i sprzeciwu jest urwany naszyjnik z pereł. Spadające na ziemię korale stanowią aluzję do późniejszych wydarzeń związanych z obaleniem i upadkiem rzymskiej monarchii. Widz nie może zobaczyć twarzy walczących, widoczny jest jedynie gest wzbronienia Lukrecji. Ekspresja ruchów postaci i przedmiotów budują napięcie i tragizm wydarzenia.
Postać Lukrecji i jej historia stała się bardzo popularna pod koniec XVI i w XVII wieku. Motyw ten malowali liczni malarze europejscy m.in. kilka wersji namalował Rembrandt (Lukrecja), Lucas Cranach Starszy, Artemisia Gentileschi w 1621 roku, Tycjan, Guido Reni i Parmigianino. Jej historią zainteresował się William Szekspir w swoim poemacie narracyjnym Lukrecja zgwałcona.

## Proweniencja
Prawdopodobnie od 1601 roku obraz znajdował się w kolekcji rzymskiego kolekcjonera Antonia Tronsarelli. Z prywatnej kolekcji w 1949 obraz został sprzedany przez E. and A. Silberman Galleries, z Nowego Jorku do Art Institute.